# Sportovec roku 1989
Sportovec roku 1989 byl 31. ročník ankety sportovních novinářů o nejlepšího sportovce Československa. Vítězem se stal kajakář Attila Szabó, který se toho roku v Plovdivu stal mistrem světa. Podruhé za sebou tak v anketě zvítězil zástupce slovenské části federace, což se v její historii stalo poprvé. V kategorii družstev na nejvyšší stupeň vystoupala reprezentační mužská lyžařská štafeta, která tak obhájila prvenství z předchozího ročníku. Tentokrát za bronz na mistrovství světa v Lahti na trati 4x10 km, kde jela ve složení: Ladislav Švanda, Martin Petrásek, Radim Nyč a Václav Korunka. 

## První desítka jednotlivci
1. Attila Szabó (kanoistika)
2. Václav Chalupa (veslování)
3. Petr Blažek (moderní pětiboj)
4. Miroslav Berger a Miroslav Kratochvíl (kolová)
5. Alžběta Havrančíková (lyžování)
6. Jana Galíková (orientační běh)
7. Helena Suková (tenis)
8. Ivan Lendl (tenis)
9. Jana Novotná (tenis)
10. Dominik Hašek (lední hokej)

## První trojka družstva
1. štafeta lyžařů na 4×10 km
2. československá fotbalová reprezentace
3. československá ženská basketbalová reprezentace